# NV Весов
NV Весов (лат. NV Librae) — одиночная переменная звезда в созвездии Весов на расстоянии (вычисленном из значения параллакса) приблизительно 13020 световых лет (около 3992 парсеков) от Солнца. Видимая звёздная величина звезды — от +14,8m до +13,3m.

## Характеристики
NV Весов — пульсирующая переменная звезда типа RR Лиры (RRAB).